# Bedellia boehmeriella
Bedellia boehmeriella là một loài bướm đêm thuộc họ Bedelliidae. Nó là loài đặc hữu của Oahu.
Ấu trùng ăn Boehmeria grandis. Chúng ăn lá nơi chúng làm tổ.